# Viktor Rybakov
Viktor Rybakov (en russe : Виктор Григорьевич Рыбаков, transcription française : Viktor Grigorievitch Rybakov) est un boxeur soviétique né le 28 mai 1956 à Magadan.

## Carrière
Sept fois champion d'URSS amateur entre 1975 et 1982, il remporte également au cours de sa carrière deux titres européens en poids coqs et poids plumes à Katowice en 1975 et Cologne en 1979 ainsi que deux médailles de bronze aux Jeux de Montréal en 1976 et à ceux de Moscou en 1980.

## Parcours auxJeux olympiques
Jeux olympiques d'été de 1976 à Montréal (poids coqs) :
- Bat Alfred Siame (Zambie) par forfait
- Bat Hitoshi Ishigaki (Japon) 5-0
- Bat Stephan Förster (RDA) 3-2
- Perd contre Charles Mooney (États-Unis) 1-4

 Jeux olympiques d'été de 1980 à Moscou (poids plumes) :
- Bat Daniel Londas (France) 5-0
- Bat Peter Hanlon (Grande-Bretagne) 5-0
- Bat Tzacho Andreikowski (Bulgarie) 4-1
- Perd contre Rudi Fink (RDA) 1-4